# 문강 (강)
문강(태국어: แม่น้ำมูล)은 태국의 강으로 메콩강의 지류이다. 연 유량은 약 21,000m3이다.
강은 태국의 이산 지역의 나콘랏차시마 근처에 있는 산깜벵산맥의 카오야이 국립공원에서 발원한다. 이후 동쪽으로 흘러 남 이산의 코랏고원을 통과하고 우본랏차타니주의 콩치암군에서 메콩강과 합류하기까지 750km를 흐른다. 문강의 주요 지류인 치강이 시사껫주의 깐타라롬군에서 합류한다. 다른 지류로 돔노이강이 있다. 논란이 많은 빡문 댐이 메콩 강과 합류하는 근처에 위치한다.